# O Bolo
O Bolo é um curta metragem brasileiro de 2010 dirigido por Robert Guimarães.
Lançado no Festival do Rio de 2010, ganhou vários prêmios, entre eles, melhor filme de júri popular nos festivais: "Festival de Nova York", "Festival Internacional de Cinema de Miami", "Festival Internacional de Cinema Independente de Buenos Aires" e Kinoforum - Festival Internacional de Curtas-Metragens de São Paulo.

## Sinopse
Dirce (Fabiula Nascimento), uma mulher muito religiosa, trabalha como empregada domestica na casa de Cadu (Eriberto Leão), um homem muito festeiro. Em um dia de trabalho, Dirce come um pedaço do bolo de chocolate que sobrou da festa do dia anterior. Um dos ingredientes do bolo, contudo, é cannabis e provoca sensações estranhas em Dirce, assim como situações hilárias.

## Elenco
- Fabiula Nascimento - Dirce
- Eriberto Leão - Cadu
- Flávio Bauraqui - Agnaldo
- Catarina Abdala - Lili
- Caike Luna - médico
- Kiko Mascarenhas